# ノーサンバーランド諸島国立公園
ノーサンバーランド諸島国立公園（英語、Northumberland Islands National Park）は、オーストラリアの国立公園。カナダのノーサンバーランド国立公園とは全く別の公園である。

## 地理
ノーサンバーランド諸島国立公園は幾つかの島から成っており

、世界遺産に指定されているグレート・バリア・リーフの一部である

。
その総面積は約15.5 km2である

。
南緯21度29分37秒、東経149度52分53秒付近にあって

、この場所はオーストラリア北東部のクイーンズランド州内に当たる。なお、この付近には他に幾つも国立公園が設置されている

。

## 生物相
ノーサンバーランド諸島国立公園内では、以下の植物や鳥類が確認されている

。

### 植物
- キョウチクトウ科のAlyxia spicata
- ウルシ科のEuroschinus falcatus var. angustifolius
- クワ科のFicus rubiginosa
- アカネ科のIxora queenslandica
- アカザ科のSalsola australis
- カヤツリグサ科のSchoenoplectus subulatus
- アカテツ科のSersalisia sericea
- クワ科のTrophis scandens subsp. scandens

### 鳥類
- タイヨウチョウ科のキバラタイヨウチョウ（Nectarinia jugularis）
- ツバメ科のHirundo neoxena
- メジロ科のZosterops lateralis
- カササギヒタキ科のMyiagra rubecula
- カラス科のCorvus orru
- オウギビタキ科のRhipidura albiscapa
- オウチュウ科のテリオウチュウ（Dicrurus bracteatus）
- モリツバメ科のモリツバメ（Artamus leucorynchus）
- コウライウグイス科のメガネコウライウグイス（Sphecotheres vieilloti）
- モズヒタキ科のColluricincla harmonica
- モズヒタキ科のPachycephala melanura
- モズヒタキ科のPachycephala pectoralis
- モズヒタキ科のPachycephala simplex peninsulae
- ミツスイ科のLichmera indistincta
- ミツスイ科のMyzomela obscura
- ホウセキドリ科のPardalotus striatus
- カワセミ科のTodiramphus macleayii
- フクロウ科のNinox boobook
- カッコウ科のCentropus phasianinus
- カモメ科のヒメクロアジサシ（Anous minutus）
- カモメ科のクロアジサシ（Anous stolidus）
- カモメ科のギンカモメ（Chroicocephalus novaehollandiae）
- カモメ科のマミジロアジサシ（Onychoprion anaethetus） - Sterna anaethetusと書くこともある。
- カモメ科のセグロアジサシ（Onychoprion fuscata）
- カモメ科のベニアジサシ（Sterna dougallii）
- カモメ科のエリグロアジサシ（Sterna sumatrana）
- カモメ科のコアジサシ（Sternula albifrons）
- カモメ科のベンガルアジサシ（Thalasseus bengalensis）
- カモメ科のオオアジサシ（Thalasseus bergii）
- シギ科のキョウジョシギ（Arenaria interpres）
- シギ科のHeteroscelus sp.
- シギ科のチュウシャクシギ（Numenius phaeopus）
- シギ科のキアシシギ（Tringa brevipes）
- チドリ科のメダイチドリ（Charadrius mongolus）
- チドリ科のCharadrius ruficapillus
- チドリ科のムナグロ（Pluvialis fulva）
- チドリ科のダイゼン（Pluvialis squatarola）
- セイタカシギ科のセイタカシギ（Himantopus himantopus）
- ミヤコドリ科のHaematopus fuliginosus
- ミヤコドリ科のオーストラリアミヤコドリ（Haematopus longirostris）
- イシチドリ科のEsacus magnirostris
- クイナ科のナンヨウクイナ（Gallirallus philippensis）
- タカ科のAccipiter novaehollandiae
- タカ科のシロハラウミワシ（Haliaeetus leucogaster）
- タカ科のHaliastur indus
- ミサゴ科のミサゴ（Pandion cristatus）
- サギ科のカオジロサギ（Egretta novaehollandiae）
- サギ科のクロサギ（Egretta sacra）
- ペリカン科のコシグロペリカン（Pelecanus conspicillatus）
- カツオドリ科のアオツラカツオドリ（Sula dactylatra）
- カツオドリ科のカツオドリ（Sula leucogaster）
- ハト科のDucula bicolor
- ハト科のベニカノコバト（Geopelia humeralis）
- ハト科のPtilinopus superbus
- キジ科のCoturnix ypsilophora
- ツカツクリ科のMegapodius reinwardt

### 菌類
- Parmotrema reticulatum